# Petit-Tenquin
Petit-Tenquin är en kommun i departementet Moselle i regionen Grand Est (tidigare regionen Lorraine) i nordöstra Frankrike. Kommunen ligger i kantonen Grostenquin som tillhör arrondissementet Forbach. År 2022 hade Petit-Tenquin 216 invånare.

## Befolkningsutveckling
Antalet invånare i kommunen Petit-Tenquin
| Referens: INSEE |